# 清水 (伊丹市)
清水（しみず）は、兵庫県伊丹市の町名。現行行政地名は清水一丁目から清水四丁目。住居表示実施済み区域。郵便番号664-0894。

## 地理
伊丹市北部。北を春日丘、北東の一点を北本町、東を宮ノ前、南を船原、西を桜ケ丘、北西を大鹿と接する。

## 歴史
旧川辺郡伊丹町に属した地域で、1975年（昭和50年）に大字伊丹・大鹿・北村の一部で住居表示を実施して新設された。現在の清水2丁目に当たる旧小字の伊丹堀越町は梶井基次郎が晩年の一時期に兄を頼って居住していたことで知られる。

### 地名の由来
3丁目の旧小字金岡にかつて存在した名所「金岡の清水」に由来する。『摂津名所図会』には「金岡の清水」について「巨勢金岡が聖宝尊師の命を受けて風景画を描き、内裏に献上した際に当地の清水で筆を漱いだ」との故事が紹介されているが、湧水の遺構は現存していない。

## 世帯数と人口
2021年（令和3年）12月31日現在の世帯数と人口は以下の通りである。
| 町丁       | 世帯数  | 人口  |
| ---------- | ------- | ----- |
| 清水一丁目 | 96世帯  | 179人 |
| 清水二丁目 | 187世帯 | 382人 |
| 清水三丁目 | 76世帯  | 170人 |
| 清水四丁目 | 91世帯  | 189人 |
| 計         | 450世帯 | 920人 |

## 小・中学校の学区
市立小・中学校に通う場合、学区は以下の通りとなる。
| 番地 | 小学校             | 中学校           |
| ---- | ------------------ | ---------------- |
| 全域 | 伊丹市立伊丹小学校 | 伊丹市立北中学校 |

## 交通
町内に鉄道および国道・県道は通っていない。鉄道の最寄り駅は南に約600メートル離れた阪急伊丹線伊丹駅となる。
伊丹市バスでは清水橋停留所を設置しており、他に春日丘停留所も利用圏内に含まれる。

## 施設
- 伊丹市立北中学校

町内に伊丹市の共同利用施設（公民館）は無く、宮ノ前3丁目のあじさいセンターが最寄りの施設となる。